# Dějiny Sovětského svazu

Srp a kladivo

Dějiny Sovětského svazu začínají po říjnové revoluci 1917 a občanské válce roku 1922 založením Svazu sovětských socialistických republik (SSSR). Nejvýznamnější událostí v dějinách SSSR je druhá světová válka, která znamenala ohromné lidské a materiální škody, ale zároveň územní a mocenské zisky a vzestup do pozice globální supervelmoci. Vnitřní krize přes snahy o reformu skončila rozpadem Sovětského svazu v letech 1990 a 1991. Jeho dějiny mají vliv i na další vývoj v zemích bývalého Sovětského svazu.

## 1917–1922: Říjnová revoluce a vznik SSSR
V říjnové revoluci roku 1917 bolševici (komunisté) svrhli prozatímní vládu a následně rozpustili i zvolené Ústavodárné shromáždění a ustanovili vládu sovětů. Sověty byly dělnické rady a měly být zdrojem lidové moci a bolševici se tak snažili získat podporu pro svůj převrat. Skutečná moc však v novém státě náležela bolševikům, budoucí Komunistické straně. Na podzim rudá vláda anulovala dluhy Ruska,[zdroj?] vydala tzv. Dekret o míru a Dekret o půdě; půda byla socializována a zaveden byl státní monopol. Jako obrannou složku zřídili komunisté Rudou armádu. Rovněž dalšími dekrety byla zajištěna odluka církve od státu.
V lednu 1918 byla vyhlášena Ruská sovětská federativní socialistická republika (RSFSR). 3. března téhož roku podepsali v Brest-Litevsku zástupci Ruska separátní mírovou smlouvu ukončující první světovou válku; bylo tomu tak však za cenu těžkých ústupků – Rusové ztratili území o rozloze téměř 1 milion km². Jednalo se o Ukrajinu, Bělorusko, část Polska, Besarábii, Finsko a Pobaltí. Ruská armáda se musela stáhnout o stovky kilometrů blíže do vnitrozemí.
Krátce poté ovšem země upadla do občanské války, proti komunistům povstalo mnoho jejich odpůrců. Ti však byli velmi nejednotní, a tudíž nemohli být pro bolševiky silným protivníkem. Rudá armáda i přes několik intervencí vojsk Dohody dokázala během několika let odpor potlačit a ustanovit sovětskou moc na většině území bývalého carského Ruska, včetně Dálného východu, Středního východu a Zakavkazska. Závažným neúspěchům musela čelit pouze v evropské části, kde v důsledku rusko-polské války ztratila západní části Ukrajiny a Běloruska. Neuspěly ani její pokusy o podporu bolševické strany v občanských válkách v pobaltských státech a ve Finsku, což stvrdilo nezávislost těchto zemí. Sovětská moc používala při pacifikaci dobytého území brutálních metod, jakými bylo například vypalování vesnic [zdroj?] apod. Její protivníci si však počínali často podobně. I proto také v této době velká část obyvatel RSFSR ze země uprchla.
8. března až 16. března 1921 se konal 10. sjezd KS Ruska, ten vyhlásil novou hospodářskou politiku (NEP), díky níž se podařilo válkou zdecimované zemi alespoň nějak své problémy postupně překonávat. Dočasně v některých hospodářských odvětvích byl povolen soukromý sektor [zdroj?].
Na mezinárodní scéně došlo také ke změně; po izolacionismu, který vyvolaly spory ohledně neuznání starých ruských dluhů[zdroj?] navázala RSFSR postupně diplomatické vztahy s Německem, Francií a Velkou Británií.
30. prosince 1922 došlo ke spojení RSFSR, Ukrajinské SSR, Běloruské SSR a Zakavkazské SSR. Vznikl tak Sovětský svaz.

## Meziválečný stalinismus

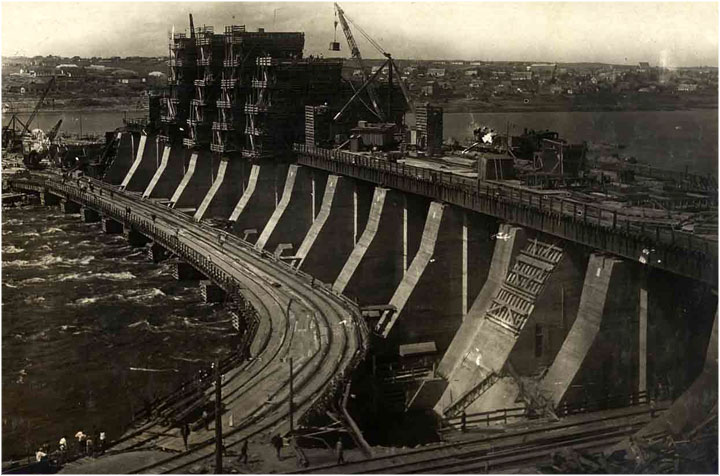
Stavba socialismu – DněproGES v roce 1934

V době vzniku SSSR se Leninův zdravotní stav zhoršil a zůstával až do své smrti v lednu 1924 stranou v Gorkách. V rámci kolektivního vedení následoval boj o moc, ve kterém zvítězil Josif Stalin, který zastával původně víceméně úřední funkci generálního tajemníka strany. Nejdřív byl moci zbaven Lev Trockij, po Leninovi nevýraznější osobnost revoluce, pak se Stalin obrátil proti svým dvěma spojencům Zinovjevovi a Kameněvovi a roku 1927 se stal jediným vrcholným představitelem Sovětského svazu a oficiálním nositelem odkazu V. I. Lenina. Svou moc nadále upevňoval do podoby diktatury, od roku 1929 se pěstoval kult jeho osobnosti a po vraždě Kirova (1934) začal své protivníky fyzicky likvidovat a následovala tzv. Velká čistka s vykonstruovanými procesy v letech 1936–1938.
Sovětské hospodářství nadále fungovalo podle kompromisní politiky NEP a na elektrifikaci zaměřeného GOELRO. Teprve po stabilizaci situace a upevnění moci přistoupil Stalin ke kompletní přeměně hospodářství na centrálně plánované dle principů tzv. marxismu-leninismu. V oblasti průmyslu to byla intenzivní industrializace zaměřená na těžký průmysl a prováděná s pomocí západních expertů, která od roku 1929 probíhala na základě pětiletých plánů. V oblasti zemědělství šlo o kolektivizaci, násilné vyvlastňování půdy a její obdělávání státem kontrolovanými družstvy, kolchozy a sovchozy. Zatímco vzestup průmyslu umožňoval rozvoj měst a hospodářský vzestup Sovětského svazu, zemědělství na rozvráceném venkově i přes mechanizaci nebylo schopné vyprodukovat dostatek potravin ani pro pokrytí potřeb státu.
Sovětská propaganda oslavovala úspěchy socialistického hospodářství i modernizaci společnosti, kterou provázely pozitivní změny jako např. rozvoj školství a lékařské péče. Stinnou stránkou rozvoje Sovětského svazu bylo utrpení a smrt desítek milionů jeho obyvatel, zejména na venkově. Miliony lidí bylo nuceně přesídleno, mj. během kolektivizace v rámci boje proti „kulakům“, soukromým rolníkům, z nichž část zemřela a část skončila spolu s dalšími „nepřáteli zřízení“ v pracovních táborech nejen na Sibiři (Gulag, Dalstroj), kde se otrockou prací podíleli zejména na těžbě surovin a velkých stavbách. Obírání zemědělců povinnými odvody vedlo jednak k poklesu produkce, jednak ke zbídačení venkova včetně katastrofického hladomoru na Ukrajině (1932–1933). Práva obyvatel zanesená roku 1936 v Ústavě Sovětského svazu nebyla ve skutečnosti garantovaná, např. volnost pohybu byla omezena znovuzavedeném vnitřního pasu pro městské obyvatele v letech 1932–1933, k nástrojům terorizace obyvatel patřily dekrety z roku 1935, které umožňovaly udělovat trest smrti i dětem od 12 let a trestat příbuzné emigrantů.   Na realizaci stalinského teroru se podílel mocný orgán OGPU, od roku 1934 NKVD, jehož předsedové (Jagoda, Ježov, Berija) byli sami likvidování.
Sovětský svaz si už v meziválečném období získal mnoho sympatizantů zejména z řad evropské levice, kteří neviděli důsledky stalinistického teroru a šířili sovětskou propagandu o hospodářském zázraku, který zůstal (díky izolovanosti) nedotčen světovou hospodářskou krizí.
V oblasti zahraniční politiky došlo nejdříve k reálnému uznání Sovětského svazu de facto. Západní, zejména americké firmy zde našly uplatnění na průmyslových stavbách, např. na stavbě gigantické vodní elektrárny DněproGES nebo Stalingradském a dalších traktorových závodech. Zvláštní vztah měl již od rapallské smlouvy SSSR s dalším evropským outsiderem, Německem. Tomu mj. umožnily obejít omezení versailleské smlouvy a díky tajné základně u ruského Lipecku ilegálně vybudovat německé válečné letectvo. Pragmatické spolupráci nezabránilo ani vítězství nacistů v Německu (1933), ideologických nepřátel komunismu, kteří uzavřeli Pakt proti Kominterně (1936). Obě země, které ve Španělsku vedly formu zástupné války, měly zájem na odvrácení přímého střetu a získání času pro intenzivní vyzbrojení. 18. září 1934 vstoupil Sovětský svaz do Společnosti národů, mezinárodní organizace předcházející OSN. Německá hrozba přiměla SSSR a další evropské státy k uzavření obranných smluv, avšak vytvoření východní koalice států proti rozpínavosti Německa, tzv. Východní Locarno, se nepodařilo. 
V oblasti správní v letech 1922 až 1940 vzrostl počet republik z původních čtyř na 16 – některé z nich byla Sovětským svazem dobytá nebo okupovaná území (Východní Evropa, Kavkaz), některé vznikly rozdělením stávajících republik (hlavně RSFSR).

## Druhá světová válka

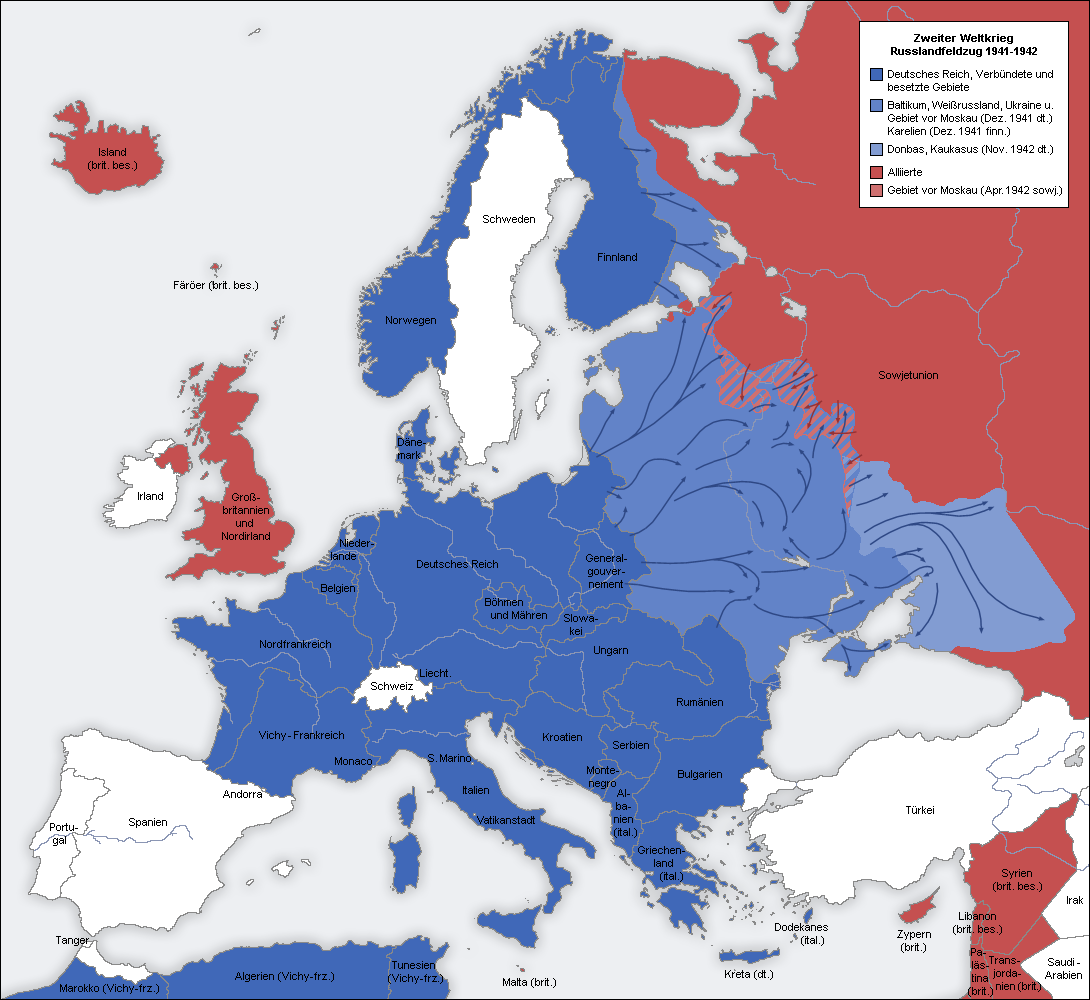
Východní fronta 1941/1942

Sovětský svaz ve druhé světové válce nejprve s Němci spolupracoval a byl jejich nepřímým spojencem na základě paktu Ribbentrop-Molotov. Zásoboval nacistické Německo obilím, pohonnými hmotami a dalšími komoditami, kterých mělo nedostatek díky embargu a bez nichž by pro ně bylo obtížné válčit (poslední z dodávek proběhla ještě v den zahájení operace Barbarossa).
SSSR prováděl v souladu s tajnými dodatky paktu vojenskou expanzi do zemí, které považoval za svoji sféru vlivu: 17. září bez vyhlášení války přepadl Polsko už válčící s nacistickým Německem a zabral východní polovinu této země. Dnes je již prokázáno, že jeho útok přišel po dohodě s Německem a že Wehrmacht a Rudá armáda při boji s posledními vzdorujícími polskými jednotkami aktivně spolupracovaly. Zvláštní kapitolu představuje následné povraždění polských důstojníků a příslušníků inteligence zajatých Sověty – viz Katyňský masakr.
Po likvidaci Polska si SSSR ještě téhož roku zajistil kontrolu nad Baltským mořem vynucenými smlouvami o vojenské a hospodářské spolupráci s Estonskem, Litvou a Lotyšskem. Tyto tři země byly následně v roce 1940 násilně začleněny do SSSR jako jeho svazové republiky (přes mezinárodní protesty), jejich hranice byly však do určité míry přemístěny. Byla odebrána některá pohraniční území ve prospěch RSFSR [zdroj?], Litvě však přibyla oblast kolem dnešního hlavního města Vilniusu, kterou zabraly sovětské síly Polsku.
30. listopadu 1939 SSSR bez vyhlášení války napadl Finsko. Společnost národů označila tento útok za zákeřnou a nevyprovokovanou útočnou válku a SSSR se stal jediným státem, kterého kdy vyloučila ze svých řad (stalo se tak 14. prosince 1939). Válka s Finskem skončila až po urputných a krvavých bojích v březnu 1940 příměřím, v rámci jehož podmínek muselo Finsko agresorovi odstoupit 10 % svého území. Válka sama představovala pro Rudou armádu obrovskou ostudu. Její výkon byl všeobecně ohodnocen jako naprosto katastrofální a ostudný. Toto hodnocení akceptoval dokonce i Sovětský svaz: oficiální sovětská propaganda sice maximálně mlžila a falšovala údaje z bojiště a snažila se vyložit výkony sovětských vojsk jako skvělé a heroické, nicméně přísně tajné analýzy války vypracované maršálem dělostřelectva Voronovem a akceptované jak velením Rudé armády, tak Stalinem a jeho spolupracovníky, jednoznačně taktéž hodnotily výkon Rudé armády jako velmi špatný. Válka měla pokračování v podobě tzv. Pokračovací války v letech 1941–1944.
Sovětský svaz byl nečekaně napaden Německem 22. června 1941 a díky nepřipravenosti Rudé armády postupovali Němci úspěšně hluboko do vnitrozemí SSSR. Nacistickým silám se podařilo obsadit západní republiky a též i významnou část RSFSR. Teprve až po Bitvě u Stalingradu, pomoci západních Spojenců a díky přesunu průmyslových závodů do bezpečných oblastí v okolí Uralu se situace obrátila ve prospěch Rudé armády, která Němce vytlačila přes Východní Evropu až do Berlína.

## 1945–1953: Počátek studené války, vrcholné období stalinismu
Rudá armáda obsadila střední a východní Evropu. Díky tomuto, v mnoha ohledech Pyrrhovu vítězství, (26 milionů mrtvých, zničená velká část země a ekonomika) získal SSSR ohromnou výhodu a komunisté byli v určitém okamžiku vnímáni jako spasitelé lidstva. Sovětský svaz získal zpět území, která ztratilo ještě carské Rusko Brest-litevským mírem v roce 1917; velkou část východní Evropy a tehdejšího Finska. Změnily se hranice mnohých svazových republik, například Ukrajiny, Běloruska či Litvy.
Po druhé světové válce (v následujících deseti letech) se navíc SSSR podařilo rozšířit komunistické režimy do východní a střední Evropy (Československo, Polsko, Jugoslávie, Bulharsko, Rumunsko, Sovětská okupační zóna Německa), Asie (kontinentální Čína, Vietnam, Severní Korea) či na západní polokouli (od roku 1961 Kuba, další pokusy o nastolení marxistických režimů v Jižní Americe nebyly díky intervencím USA úspěšné). V těchto zemích vznikly komunistické strany, spolupracující se SSSR, a oficiálně usilující o nastolení komunismu. K moci se sem dostaly právě díky podpoře Sovětského svazu, který tamější komunistické politiky školil a poskytl jim podporu.
Mnozí lidé však vyjadřovali nespokojenost s tamějšími režimy, situace se vyostřila a vedla nakonec roku 1953 v NDR až k ozbrojenému povstání. Sovětská vojska podpořila tehdejší vládu vojenskou invazí. Podobný postup byl používán i v následujících desetiletích.
V samotném Sovětském svazu pokračovalo rychle tempo industrializace započaté již v 30. letech, přicházely velké úspěchy (například sestrojení jaderné bomby v roce 1949), stavěla se nová města, elektrárny i továrny. Do toho se samozřejmě přidala i obnova válkou zničených míst, která však trvala více než jedno desetiletí. To vše se stalo tématem propagandy, ukazující velké úspěchy socialistického způsobu života. Kult osobnosti Stalina dosáhl enormních rozměrů; byly pořádány velkolepé oslavy i divadelní představení, pojmenována po něm byla města. Díky postavení osvoboditele tomu bylo tak ale i v zemích, které rudá armáda osvobodila od nacistické nadvlády.
Režim byl stále velmi tuhý a i přes určité nadšení z porážky Německa se začala plánovitě šířit mezi lid nenávist k západním zemím, velmi významnou úlohu tak získal antiamerikanismus. Prvním místem sporu se stalo dnes italské město Terst a jeho případné začlenění buď k Itálii, či k Jugoslávii.
Poté, co Sověti sestrojili jadernou bombu, se stali nebezpečnými pro USA, které tak ještě zostřily začátek vzájemných antipatií. V obou zemích vznikly rozsáhlé sítě špionů; NKVD tehdy vyslala velké množství lidí do Spojených států. Postupně se začaly objevovat další rozpory (například Korea), které zasely sémě studené války.
Sovětský svaz soupeřil s USA v kosmickém výzkumu, ideologicky (souboj – podle slov mnohých sovětských politiků – komunismu a kapitalismu, či – jak to bývalo označováno na západě – demokracie a totality) a nepřímo vojensky, podporou svých spojenců (vietnamská či korejská válka, arabsko-izraelský konflikt). Svět se tak stal bipolárním; vznikly dvě sféry vlivu, sovětská a americká.

## 1953–1964: Destalinizace, Chruščovova éra

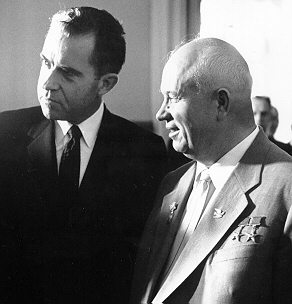
Chruščov s viceprezidentem Nixonem v červenci 1959 během kuchuňské debaty

Po roce 1953, kdy zemřel Josif Stalin, se k moci dostal Nikita Chruščov; toto období, hlavně v 60. letech, bylo poznamenáno jistým uvolňováním režimu (tzv. tání). Byly rehabilitovány mnohé oběti Stalinových čistek, objevily se svobodnější proudy v umění. Stále však zůstala cenzura a docházelo k porušování lidských práv.
Na XX. sjezdu KSSS 25. února 1956 byl překvapivě novým sovětským vedením odsouzen kult osobnosti Josifa Stalina. Kromě odsouzení předchozího vládce SSSR se však Chruščov zaměřil i na jeho spolupracovníky a připomněl zločiny, které se v této době udály. Následně tak začalo období destalinizace (a to i v zemích se SSSR spřízněných, včetně například ČSR) – odstraňování soch a dalších názvů připomínajících tohoto diktátora.
I v ekonomice byly provedeny jisté změny. Sníženy byly ceny [zdroj?] a průmysl se začal více orientovat na spotřební zboží [zdroj?].
Ve východním bloku došlo k destalinizaci se zpožděním. Roku 1953 došlo k nepokojům v NDR, o tři roky později se situace zhoršila i v Maďarsku. Země směřovala k neutralitě rakouského vzoru, což by samozřejmě ohrozilo jednotu spojenců tehdejšího východního bloku. Veřejná diskuze se nakonec však obrátila směrem k plné nezávislosti Maďarska na SSSR a odstranění tehdejšího lidově demokratického zřízení. Předseda KSM Ernő Gerő proto požádal SSSR o vojenský zásah a bylo mu vyhověno. Nová vláda Imre Nagyho vyhlásila sice neutralitu a svobodné volby, zemi však následně začaly na přelomu října a listopadu obsazovat sovětské tanky a následoval režim obdobný československé normalizaci.
Několik let po těchto událostech Sovětský svaz směřoval k dosažení mnohých úspěchů, mezi které patří například vyslání prvního člověka do vesmíru a kosmický program vůbec; dále pak rozvoj jaderné energetiky, spolu se zbrojním průmyslem. Průmyslová výroba vzrostla, SSSR se tak stal největším světovým producentem oceli a ropy. Řešením přetrvávající dlouhodobé bytové krize[zdroj?] bylo vybudování milionů nových panelových domů, kam se stěhovali lidé z venkova za prací do měst.
Ne vše se však zdařilo. Na počátku 60. let SSSR ukončil spolupráci s ČLR. Důvodů k tomu bylo hned několik; především rozdílný pohled na budování socialismu a komunismu v obou zemích – tyto neshody se vlekly v podstatě již od konce let padesátých. Jednou z věcí, se kterou se Číňané nesmířili, bylo ale Chruščovovo řešení Kubánské raketové krize, která roku 1962 přivedla svět téměř na pokraj jaderné války. Po této roztržce se k ČLR přidala ještě Albánie; vztahy mezi SSSR a Albánií se zhoršily již v prosinci 1961. Komunistický tábor se tak rozdělil na několik částí; na Sovětský svaz a jeho spojence, na ČLR a její spojence a na oficiálně nezávislou Jugoslávii, jejíž vůdce Josip Broz Tito rovněž odmítl se SSSR spolupracovat.
Neúspěchem na domácí scéně se stal plán reorganizace zemědělství, při kterém se měly slučovat tehdejší kolchozy a sovchozy. To vedlo nakonec ke zmatku a minulo se účinkem; zemědělská výroba nevzrostla. Rovněž mnoho do té doby panenské půdy v dnešním Rusku a Kazachstánu se začalo intenzivně zemědělsky využívat.

## 1964–1982: SSSR za vlády Leonida Brežněva

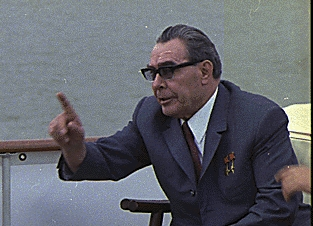
Leonid Brežněv

Obrat pak přišel až v éře Leonida Brežněva (od roku 1964), kdy se situace do jisté míry zkomplikovala. Rostoucí životní úroveň obyvatelstva vedla k zvyšování požadavků na systém, který toho již do určité míry nebyl schopen – složitější výrobu stále většího množství komodit s nadále komplikovanějšími toky surovin a polotovarů již přestávalo být možné řídit dlouhodobými plány. SSSR jako jedna z vyspělých zemí se sice dokázal byť i za cenu velkých nákladů poměřovat vojensky i se zbytkem světa, v oblasti rozvoje společnosti ale neprobíhaly podstatné změny, což nakonec vedlo k stagnaci (tehdy se používal termín rusky застой, zastoj).
Přesto za vůdcovství Brežněva a premiéra – předsedy rady ministrů Kosygina rostla průmyslová výroba (hlavně v těžkém průmyslu, přibývalo ale i spotřební zboží) a budovaly se tisíce nových bytů v panelových sídlištích na okraji takřka všech měst, ba dokonce se zakládala i města nová. Rostly mzdy a stále se i zvyšovala životní úroveň obyvatelstva. Tento růst byl ale velmi pozvolný.
Propagandě nahrála jednak ropná krize, která v roce 1973 zasadila západním ekonomikám citelnou ránu a naopak SSSR jako významnému producentovi ropy významně pomohla, jednak i neúspěch USA ve Vietnamské válce, kdy byl Jižní Vietnam, podporovaný právě Američany, dobyt severovietnamskými silami. Blamáží se později (prosinec 1979) stalo vyslání vojsk do Afghánistánu, kde sovětská armáda nebyla schopna efektivně čelit nepřátelským silám, dokonale obeznámeným s terénem a velkou podporou jak ze strany domácího obyvatelstva, tak i nepřímo z USA a ČLR (dodávky zbraní, finance).
Reformní dění v ČSSR bylo dalším „problémem“ sovětského vedení po NDR a MLR. Přestože zde nedošlo ani k povstání ani snaze o likvidaci socialismu, liberálnější režim, ve svých základech ne nepodobný pozdějším Gorbačovovým snahám o demokratizaci a perestrojku, vzbudil v sovětském vedení obavy. V noci z 20. na 21. srpna proto zemi obsadila vojska Varšavské smlouvy, následně začala normalizace.
Státy, kde SSSR začínal získávat vliv, byly dřívější kolonie západních zemí v Africe či na Blízkém východě, kde byla nutná velká rozvojová pomoc a byl zde malý potenciál průmyslové výroby a vzhledem k mentalitě lidí a místní kultuře i ideologický (tj. šíření komunistických myšlenek). Navíc nestabilita autoritářských režimů, jejichž vůdci spolupracovali se SSSR, mohla snadno přivést kontrarevoluci, po které by byl vyřazen klíčový spojenec. V některých z těchto zemí (například Angola) zuřila občanská válka, kterou socialistické země (například Kuba) podpořily vojensky přímo, jiné pak nepřímo (dodávkami zbraní).
Velký symbolický význam mělo tehdy i přijetí nové ústavy na zvláštním zasedání Nejvyššího sovětu 9. října 1977. Bylo zde zakotveno naplnění diktatury proletariátu a zachováno i právo svazových republik na nezávislost, což hrálo velký význam později při rozpadu země. V porovnání s předchozí konstitucí z roku 1936 byla tato nová delší a obsáhlejší (měla o 28 článků navíc).

## 1982–1988: Změna vedení, přestavba a demokratizace

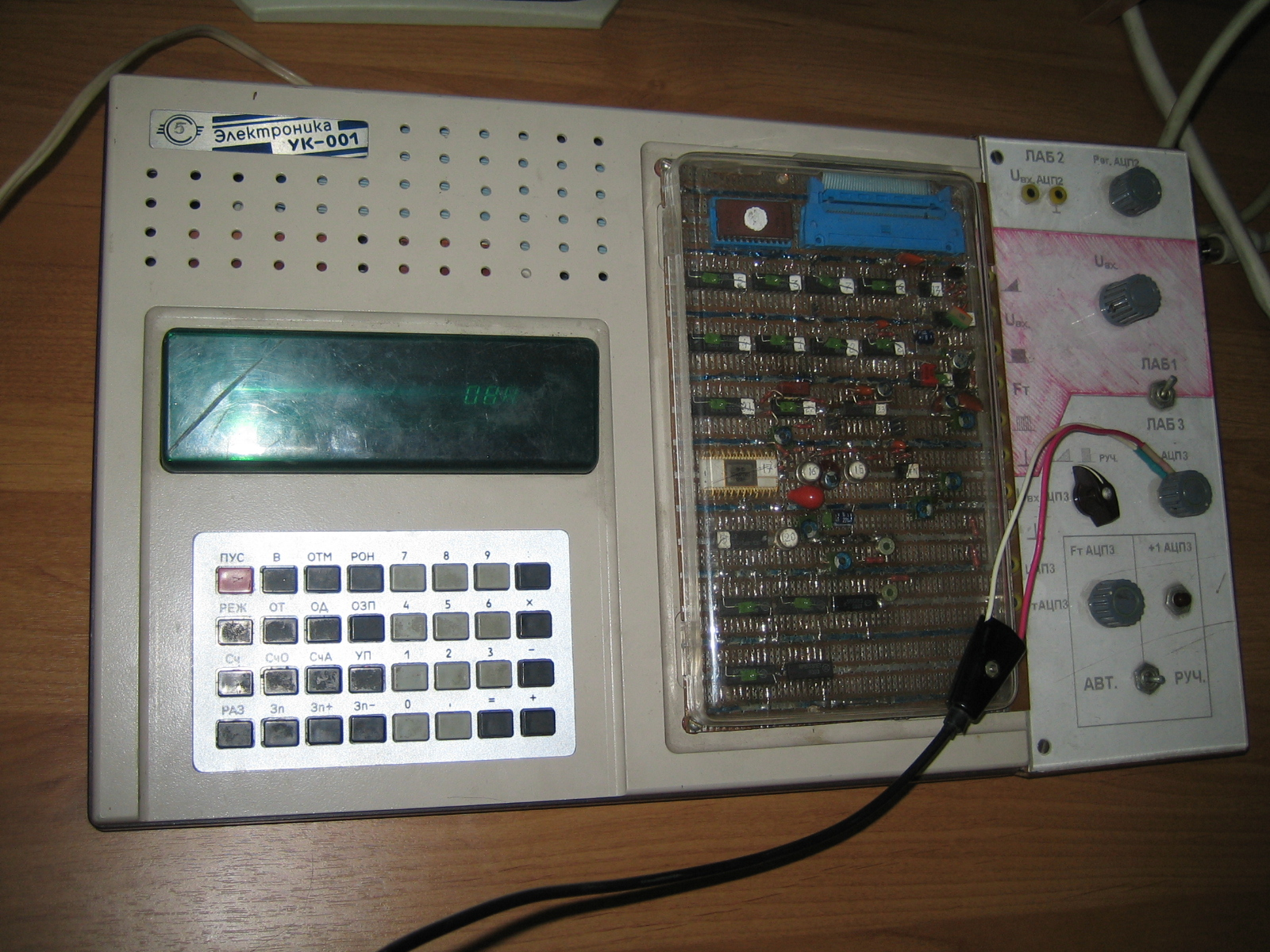
Sovětský výukový počítač Elektronika UK-001

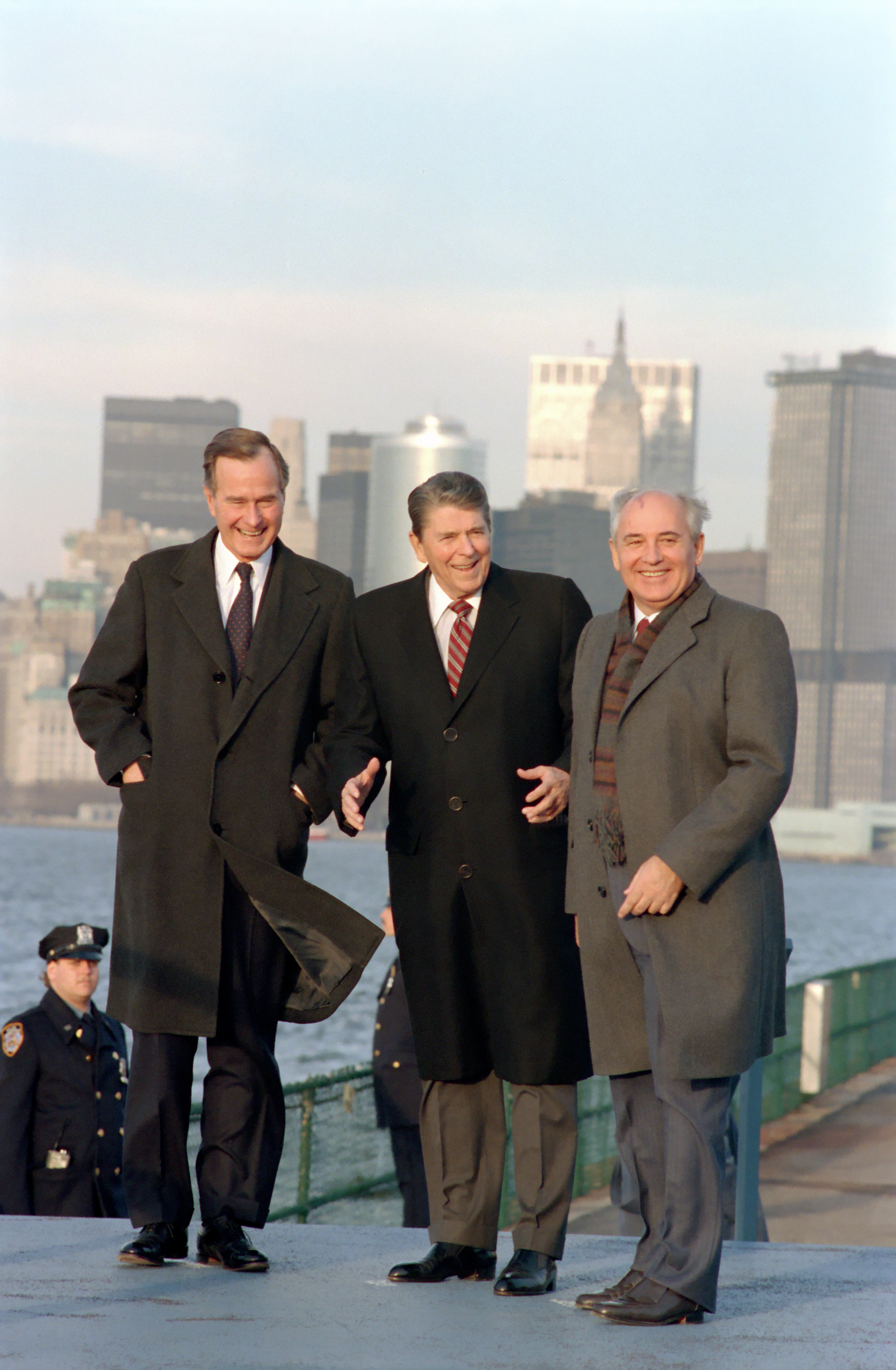
Michail Gorbačov na návštěvě USA v roce 1988, vlevo Bush a Reagan

Po smrti Brežněva v roce 1982 nastoupil do funkce předsedy Nejvyššího sovětu Jurij Andropov, avšak pouze na dva roky, neboť 9. února 1984 zemřel. Příčinou byl hlavně vysoký věk. Andropova nahradil Konstantin Černěnko, který však svojí pozici zastával ještě kratší dobu – pouhý rok. Bylo mu již 72 let, navíc jeho zdraví bylo nevalné již v době jeho zvolení. V březnu 1985 byl vybrán tehdy poměrně mladý Michail Gorbačov, ve víře, že přinese změnu.
V boji o světovou dominanci byl mezitím SSSR ekonomicky postupně vyčerpáván. Hospodářský růst nedosáhl takových čísel, jako tomu bylo v USA. Vrchol pak nastal hlavně za vlády Ronalda Reagana (1981–1989), který zvýšil americké náklady na zbrojení (a zemi tak zadlužil) a prohlásil Sovětský svaz za říši zla. Aby sověti dohnali americké tempo, museli náklady na zbrojení zvýšit nikoliv o několik procent HDP jako Američané, ale o téměř desítky procent. Nutnost reakce na novou americkou raketovou techniku, politiku tzv. Hvězdných válek a neúspěšné válečné tažení v Afghánistánu tak předznamenalo ještě větší problémy než za časů Brežněvovy stagnace.
To se tedy následně projevilo ekonomickým poklesem a spolu s nedostatky socialistické centrálně plánované ekonomiky úpadkem. Docházelo například ke kolapsu kolektivního zemědělství a obilniny tak bylo nutné dovážet z USA a Kanady, a to i přesto, že SSSR patřil k největším zemědělským producentům.
V této době zemi také zasáhla Černobylská havárie (duben 1986), která prokázala neschopnost a hlavně nepřipravenost klíčových míst a orgánů čelit události takového rozsahu, byť země jako samotná měla být oficiálně připravená stále i na jadernou válku. Kredit sovětské vlády tak ještě klesl a nespokojenost se do jisté míry spolu s klesající hospodářskou výkonností zvýšila.
Generální tajemník KSSS Michail Gorbačov sice zahájil na konci 80. let program tzv. Perestrojky a demokratizace (od léta 1987). V roce 1988 bylo například zakotveno do zákonů v určité míře soukromé vlastnictví). Gorbačov však při provádění těchto výrazných změn narazil na problémy, kterým nebyl schopen čelit. Jednalo se hlavně o nedostatky, kterými byla hospodářská vyčerpanost, technologická zaostalost a národnostní i náboženské tlaky. V rámci mnohých opatření také byly staženy sovětské jednotky z Afghánistánu, kde roky trvající boje nepřinesly úspěch. Politika glasnosti vedla k změně témat, která se na veřejnosti probírala. Místo oficiálně podporovaného budování komunismu se začalo mluvit o omylech a přehmatech; kritizována byla bytová situace, šíření drog, alkoholismus a korupce. Později začali být přehodnocovány i dříve oficiálně pozitivní osobnosti dějin SSSR (Lenin), což vedlo k ještě větší nespokojenosti a vůli po změně.

## 1988–1991: Přibývající problémy a následný rozpad země

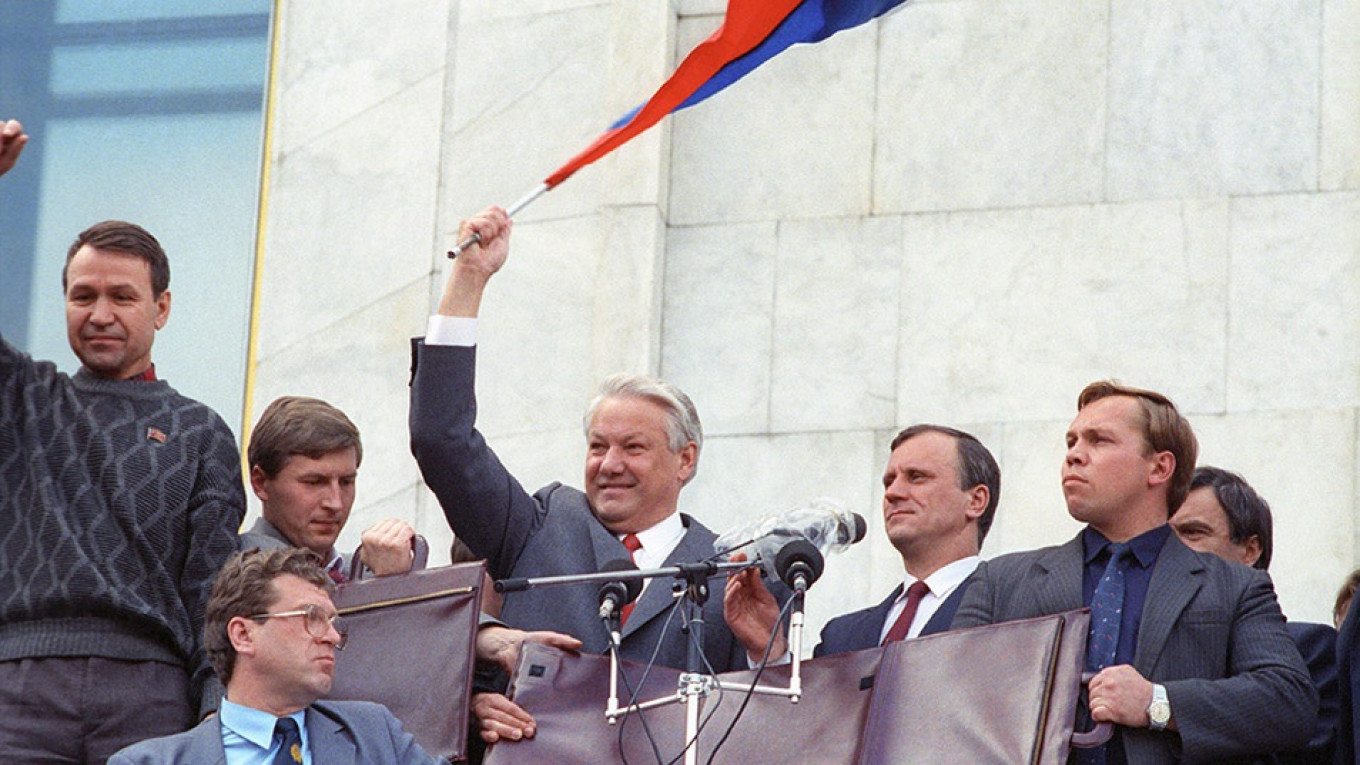
Boris Jelcin 22. srpna 1991

Nepokoje a demonstrace vedli k pádu komunismu nejdříve v dalších socialistických zemích, kde Sovětský svaz na rozdíl od dob Brežněvovy doktríny neintervenoval. Nejdříve obnovení stávek Solidarity v Polsku a založení Fideszu v Maďarsku v roce 1988, Palachův týden v Praze byly některé události, které předcházely svržení komunistického režimu v řadě států Východního bloku na podzim 1989 a prolomení Železné opony, jejímž symbolickým koncem i symbolem konce nadvlády Sovětského svazu byl pád Berlínské zdi.
Vnitrozemským problémem se staly spory o Náhorní Karabach, který byl součástí Ázerbájdžánské SSR, ale obývaný Armény. Arménská SSR vydala rezoluci, požadující připojení oblasti k svému území, avšak tomu nebylo vyhověno. Mezi oběma stranami se tak začaly objevovat násilnosti, které centrální vláda vyřešila posílením přítomnosti policejních a vojenských sil v regionu; z oblasti odešly první vlny uprchlíků. Ideál jednotného sovětského lidu tak byl velmi zdiskreditován, nyní již i veřejně a v televizi.
V březnu a dubnu 1989 se konaly volby do nově zřízeného (dodatkem k ústavě SSSR) Výboru lidových zástupců. Poprvé byli připuštěni kromě oficiálních i nezávislí kandidáti. Uspěli však i radikalisté a pozice vládnoucích sil byla částečně oslabena, komunistická strana však stále ještě držela moc. Dne 15. března 1990 se stal Gorbačov prezidentem SSSR (abdikoval 25. prosince následujícího roku).
SSSR se proto na začátku 90. let začal rozpadat. Nejprve se odtrhly pobaltské republiky, když jejich vlastní Nejvyšší sověty vyhlásily nezávislost. Zpočátku byla povstání potlačena silou (Litva, Lotyšsko, Estonsko), později (podzim 1991) však byla Moskva nucena uznat právo svazových republik na sebeurčení, tak, jak to garantovala ústava z roku 1977.
19. srpna 1991 proběhl v SSSR pokus o puč. Stalo se tak těsně předtím, co měla být podepsána nová smlouva o reorganizaci Svazu ve volnější federaci republik, to podporovaly hlavně středoasijské republiky. Konzervativní křídlo komunistické strany však vycítilo obavy z rozpadu země, ztráty výsadního postavení strany v zemi a pokus o kontrarevoluci. Byl vyhlášen výjimečný stav a zřízen státní výbor pro výjimečný stav v SSSR (GKČP SSSR), v jehož čele zasedli pučisté (Oleg Baklanov, Vladimir Krjučkov, Valentin Pavlov, Boris Pugo, Vasilij Starodubcev a další).[zdroj?] Gorbačov byl internován na Krymu a odstaven od moci; oficiálně kvůli zdravotním komplikacím. Státní výbor mezitím pozastavil vydávání všech nekomunistických deníků, obnovil cenzuru a vydal prohlášení, které vysílala všechna rádia i televize. V Moskvě se mezitím obyvatelé zabarikádovali v Bílém domě, hlavní administrativní budově RSFSR a čekali příjezd armády, která tam byla povolána.
Převrat po třech dnech (21. srpna) nakonec zkrachoval; pučisté ztratili podporu veřejnosti. Gorbačov na Krymu okamžitě prohlásil všechna rozhodnutí GČKP SSSR za neplatná. Situaci navíc pomohl zastavit tehdejší prezident RSFSR, Boris Jelcin, který rovněž přišel do Bílého domu podpořit Moskvany a zároveň prohlásil celý puč za nezákonný.[zdroj?] Pučisté byli nakonec pozatýkáni ještě na letišti, když se Gorbačov vracel z Krymu.
Vliv Borise Jelcina neustále rostl. 23. srpna 1991 zakázal svým výnosem KS Sovětského svazu. Moskvu a některé další oblasti však zasáhl nedostatek potravin, který si vynutil znovuobnovení přídělového systému.
Vztahy mezi jednotlivými republikami se však nadále horšily. Ty stejně jako Pobaltí totiž také plánovaly vyhlášení vlastní nezávislosti, či ji už dokonce vyhlásily – například na Ukrajinské SSR se 1. prosince konalo referendum o nezávislosti, kde 90 % hlasujících bylo pro). Spolupráci jednotlivých republik se nakonec představitelé 15 svazových republik rozhodli řešit vytvořením mezistátní organizace, Společenství nezávislých států. S nezávislostí všech se zde již počítalo. Bělověžská dohoda o vytvoření tohoto uskupení, uzavřená mezi Ruskem, Ukrajinou a Běloruskem 8. prosince 1991 ve své preambuli fakticky ukončila existenci SSSR.[zdroj?] 26. prosince uznaly USA bývalé republiky za nezávislé.[zdroj?] Oficiálně přestal Sovětský svaz existovat 31. prosince 1991, kdy byla ze stožáru Kremlu stažena vlajka SSSR a nahrazena vlajkou Ruska.